# Urasoe Chōshō
Urasoe Ueekata Chōshō (浦添 親方 朝昭) (25 juillet 1825 – 6 janvier 1883) aussi connu sous son nom de style chinois Shō Kyoken (向 居謙), est un aristocrate et fonctionnaire du gouvernement du royaume de Ryūkyū. Il est membre du Sanshikan de 1872 à 1879.

## Biographie
Urasoe Chōshō vient d’une famille aristocratique de Shō-uji Urasoe Dunchi (向 氏 浦 添 殿 内). Son père Kuniyoshi Chōshō (国 吉 朝 章), qui est aussi connu sous le nom de Shō Ryōhitsu (向 良 弼), était un membre de Sanshikan sous le royaume de Shō Iku. Urasoe Chōshō est devenu le 14e chef d’Urasoe Dunchi.